# Cuguron
Cuguron (en occità Cuguron) és un municipi occità, de Comenge, a Gascunya, situat al departament de l'Alta Garona i a la regió d'Occitània.